# Cap Gazelle
Le cap Gazelle est un cap situé dans la province de Nouvelle-Bretagne orientale, en Papouasie-Nouvelle-Guinée, à la pointe nord-est de la péninsule de Gazelle. C'est le point le plus à l'est de la Nouvelle-Bretagne orientale, et de toute l'île de Nouvelle-Bretagne. Il est situé au nord de Kabagap, au nord-est de l'aéroport de Rabaul, à l’est de Tokua et au nord-ouest du cap Wunita. Il borde le canal Saint-Georges à l’est, et il fait face aux îles du Duc-d'York au nord-est. Le cap a été nommé par l'officier de la Marine impériale allemande Georg Gustav Freiherr von Schleinitz, d’après le nom de son navire, le SMS Gazelle, lors de son expédition scientifique autour du monde en 1874-1876.

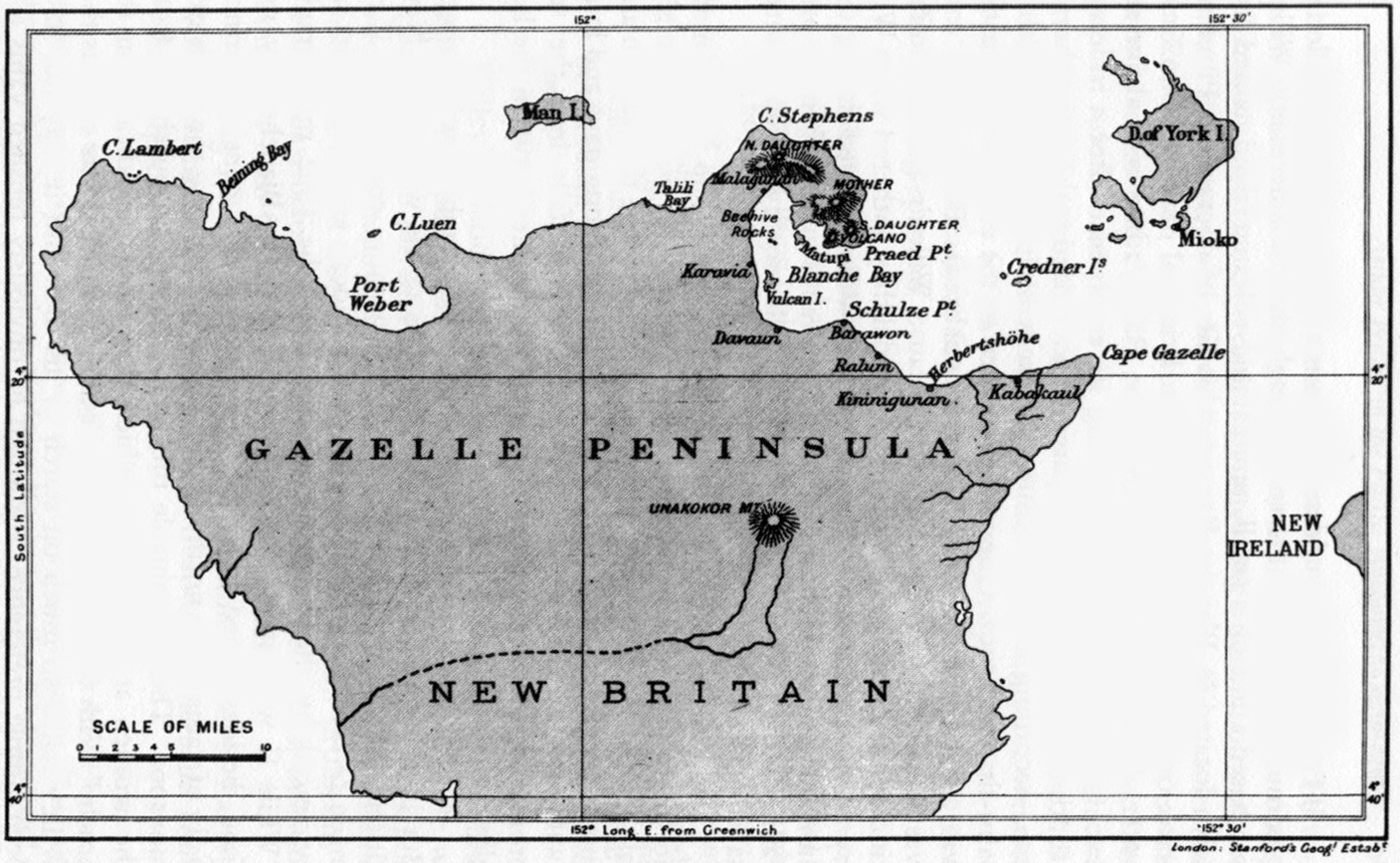
Carte de la péninsule de Gazelle en 1912. Le cap Gazelle est représenté à droite, au sud des îles du Duc-d'York.

## Histoire

### Première Guerre mondiale
La Papouasie-Nouvelle-Guinée était contrôlée par les Allemands au début de la Première Guerre mondiale, et par les Japonais lors la Seconde. La base navale de Rabaul était la plus importante dans cette région de l'océan Pacifique. Elle a donc été attaquée par les Australiens en 1914 et prise le 13 septembre 1914.
Le lendemain de cette reddition, le HMAS AE1, le tout premier sous-marin de la Royal Australian Navy, fut perdu corps et biens lors d'une patrouille aux environs du cap Gazelle. Son épave fut retrouvée en décembre 2017, plus de 103 ans après sa disparition, près des Îles du Duc-d'York.

### Seconde Guerre mondiale
Durant la Guerre du Pacifique en 1941-1945, le cap Gazelle a été occupé par les Japonais de 1942 jusqu’à la capitulation du Japon en septembre 1945. Une batterie côtière a été installée à cet endroit pour défendre le canal Saint-Georges à l'est et l’entrée de Blanche Bay au nord et à l'ouest. De 1943 jusqu’à la fin de la guerre, l'aviation alliée a attaqué des cibles dans la région. Le cap Gazelle, où les forces japonaises à proximité, ont été attaqués huit fois par l'aviation et une fois par la marine américaines entre le 11 juin 1943 et le 16 juin 1944.